# بيير بوافر
بيير بوافر (بالإنجليزية: Pierre Poivre)‏ (و. 1719 – 1786 م) هو عالم نبات، وحدائقي، ومبشر من نظام فرنسا القديم . ولد في ليون .

## روابط خارجية
- بيير بوافر على موقع الموسوعة البريطانية (الإنجليزية)